# La muchachada de a bordo (película de 1936)
 La muchachada de a bordo es una película argentina en blanco y negro dirigida por Manuel Romero sobre su propio guion que se estrenó el 5 de febrero de 1936 y que tuvo como protagonistas a Luis Sandrini, Tito Lusiardo, Santiago Arrieta y José Gola. Fue un buen éxito de público en su momento.

## Sinopsis
Un muchacho que está cumpliendo el servicio militar obligatorio en la marina tiene un enfrentamiento con un superior por el amor de una mujer. Gran parte de la película se desarrolla en el ARA Rivadavia.

## Reparto
- Luis Sandrini ... Conscripto Juan Roquete
- Tito Lusiardo ... Cabo Martín Lucero
- Santiago Arrieta ...Alférez Luis Garrido
- José Gola ... Conscripto Mármol
- Benita Puértolas ... Hermógenes
- Alicia Barrié ...Elvira Puente
- Juan Mangiante ...Segundo Comandante